# 格倫伍德 (喬治亞州弗洛伊德縣)
格倫伍德（英語：Glenwood）是位於美國喬治亞州弗洛伊德縣的一個非建制地區。該地的面積和人口皆未知。

## 地理
格倫伍德的座標為34°18′44″N 85°10′20″W / 34.31222°N 85.17222°W，而該地的平均海拔高度為186米（即610英尺）。